# Carl Wilhelm von Heine

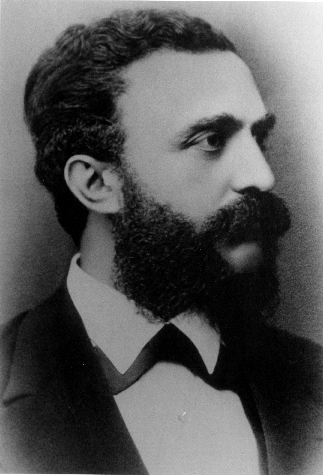
Carl Wilhelm von Heine.

Carl Wilhelm von Heine, född 26 april 1838 i Cannstatt, död där 9 september 1877, var en tysk kirurg. Han var son till Jakob Heine. 
Heine blev 1865 assistent och docent vid universitetet i Heidelberg, 1868 extra ordinarie professor där och 1869 professor i kirurgi vid universitetet i Innsbruck, där han bland annat författade ett arbete om hospitalsbranden. År 1873 övertog han ledningen av en kirurgisk klinik i Prag, där han genom sin stränga tillämpning av den antiseptiska sårbehandlingen kan sägas ha bildat en vändpunkt.